# Eleccions legislatives croates de 2020
Les eleccions legislatives croates de 2020 se celebraren el 5 de juliol de 2020 per renovar els 151 diputats del Sabor, el parlament unicameral de Croàcia.
Durant l'abril de 2020 s'especulava que les eleccions se celebrarien anticipadament, a causa de la incertesa creada per la pandèmia de COVID-19, malgrat que la propagació estigués controlada a Croàcia en aquell moment i amb prou feines ha deixat un centenar de morts al país. Es temia que hi hagués un rebrot a la tardor, quan s'haurien de celebrar les eleccions. Alguns membres del principal partit de govern, la Unió Democràtica (HDZ), van donar suport a la proposta d'avançar les eleccions, a les quals s'hi van sumar el president del parlament i el principal partit de l'oposició, el Partit Socialdemòcrata (SDP). El 14 de maig es va anunciar que el govern havia arribat a un acord amb l'oposició parlamentària i el 18 de maig es va dissoldre el parlament i es van convocar les eleccions pel 5 de juliol.

## Antecedents
A les eleccions legislatives croates de 2016, cap partit o coalició va aconseguir la majoria absoluta. La Coalició Popular, liderada pel Partit Socialdemòcrata de Croàcia (SDP) va admetre la seva derrota i el seu candidat Davor Bernardić va renunciar a formar part de cap majoria de govern durant la legislatura. Durant les setmanes posteriors, partits com el Partit Camperol (HSS) o Milan Bandić 365 van oferir el seu suport per aconseguir una majoria parlamentària i nomenar primer ministre a Andrej Plenković, i el 10 d'octubre de 2016 Plenković va presentar l'aval de 91 diputats a la presidenta Kolinda Grabar-Kitarović, que va encarregar-li la formació de govern en un termini de 30 dies, fent-se efectiva la votació el 19 d'octubre amb 91 vots a favor, 45 en contra i 3 abstencions. Plenković va rebre el suport de la coalició de l'HDZ-HSLS-HDS, Pont de Llistes Independents (Most), Milan Bandić 365, HSS, HDSSB, SDSS i 5 representants de les minories nacionals. El govern va quedar tocat al mes d'abril de 2017, quan alguns partits l'hi van retirar el suport a causa de l'ocultació d'informació per part del ministre de finances Zdravko Marić, sobre irregularitats financeres d'Agrokr. L'oposició va presentar una moció de censura, que no va prosperar perquè va resultar en un empat a 75 vots. El govern va recuperar la majoria quan la direcció del Partit Popular Croat – Demòcrates Liberals (HNS-LD) va decidir entrar al govern. Aquest fet va provocar tensió dins del partit, ja que la decisió havia estat presa per la direcció. La meitat dels diputats de l'HNS-LD van donar-hi suport i els altres es van escindir del partit, creant l'Aliança Cívica-Liberal (GLAS) i quedant-se a l'oposició.
Al maig de 2020, els partits nacional-conservadors d'extrema dreta van anunciar que concorrerien les eleccions en la coalició Moviment per la Pàtria.
El Partit Socialdemòcrata (SDP) es presenta en coalició amb el Partit Camperol (HSS) i el Partit Croat dels Pensionistes (HSU).

## Sistema electoral

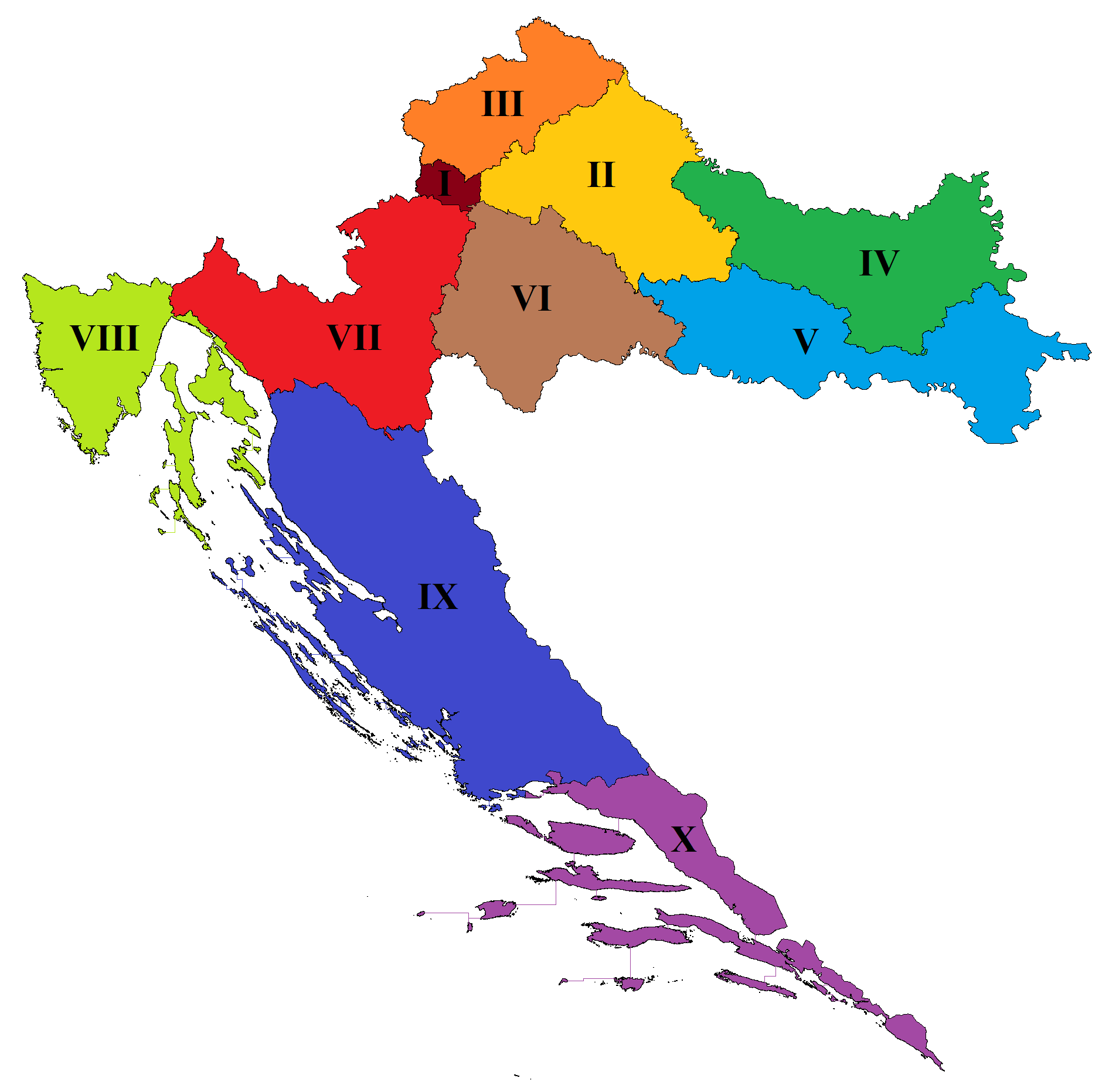
Mapa de les 10 circumscripcions electorals geogràfiques

El país està subdividit en 10 circumscripcions, numerades amb nombres romans, basades en criteris geogràfics i arranjades perquè cadascuna contingui aproximadament 400.000 electors. Els límits no corresponen amb els dels comtats. En cada circumscripció s'hi escullen 14 diputats amb un sistema de representació proporcional amb llistes desbloquejades. La repartició dels escons s'efectua amb el sistema d'Hondt a nivell de circumscripció, amb una barrera electoral del 5%. Addicionalment hi ha dues circumscripcions no geogràfiques:
- Pel districte XI s'escullen 3 membres que representen la diàspora residint a l'estranger, tot i que generalment són residents a Bòsnia i Herzegovina.
- Al districte XII s'escullen 8 membres que representen les minories. 3 d'aquests escons estan reservats a la minoria sèrbia.

## Resultats
La Unió Democràtica Croata (HDZ) encapçalada per Andrej Plenković van obtenir la victòria sense acostar-se a la majoria absoluta, amb 66 dels 151 escons del Parlament, 25 seients més que la coalició opositora RESTART, liderada pels socialdemòcrates.

## Conseqüències
El segon gabinet en minoria, de Andrej Plenković va ser confirmat pel Sabor croat el 23 de juliol de 2020 amb el suport dels 76 diputats necessaris per formar govern i el suport del seu partit Unió Democràtica Croata (HDZ) i el aliats Partit Popular Croat – Demòcrates Liberals (HNS-LD), Partit Popular – Reformistes (NS-R) i els 8 representants de les minories nacionals.